# 북드림
북드림은 대한민국의 책을 만드는 출판사이다. 2020년에 설립된 기업이다.

## 설명
북드림은 주로 건강에 대해 다루는 책을 출판한다. 본사는 서울특별시 송파구 오금로에 위치하고 있다. 북드림은 중소기업의 하나로 기업에 대한 정책은 회의실에서 토론으로 정하기도 한다. 회사의 대표는 이수정이며 북드림에서 자체적으로 도서관도 운영하고 있다.

## 같이 보기
- 책
- 기업